# Badminton-Mannschaftsasienmeisterschaft 2024
Bei der Badminton-Mannschaftsasienmeisterschaft 2024 wurden die asiatischen Mannschaftstitelträger bei den Damen- und Herrenteams ermittelt. Die Titelkämpfe fanden vom 13. bis zum 18. Februar 2024 in Shah Alam statt.
Die Meisterschaft war gleichzeitig Qualifikationsturnier für den Thomas Cup 2024 und den Uber Cup 2024.

## Medaillengewinner
| Disziplin  | Gold | Silber | Bronze |
| ---------- | --- | --- | --- |
| Herrenteam | Volksrepublik China Chen Boyang He Jiting Lei Lanxi Liu Yi Lu Guangzu Ren Xiangyu Wang Zhengxing Weng Hongyang Xie Haonan Zeng Weihan                       | Malaysia Aaron Chia Choong Hon Jian Eogene Ewe Goh Sze Fei Muhammad Haikal Nur Izzuddin Lee Zii Jia Leong Jun Hao Ng Tze Yong Soh Wooi Yik                                                                                        | Japan Akira Koga Kenya Mitsuhashi Kento Momota Kodai Naraoka Kenta Nishimoto Takuma Obayashi Hiroki Okamura Taichi Saito Kazuki Shibata Koki Watanabe Naoki Yamada                                                                 |
| Herrenteam | Südkorea Cho Geon-yeop Jeon Hyeok-jin Jeong Min-seon Jin Yong Kang Min-hyuk Ki Dong-ju Kim Won-ho Lee Yun-gyu Seo Seung-jae Woo Seung-hoon                  | | |
| Damenteam  | Indien Ashmita Chaliha Tanisha Crasto Treesa Jolly Anmol Kharb Priya Konjengbam Shruti Mishra Ashwini Ponnappa Gayathri Gopichand P. V. Sindhu Tanvi Sharma | Thailand Benyapa Aimsaard Nuntakarn Aimsaard Lalinrat Chaiwan Pornpicha Choeikeewong Laksika Kanlaha Supanida Katethong Jongkolphan Kititharakul Tidapron Kleebyeesun Phataimas Muenwong Busanan Ongbumrungpan Rawinda Prajongjai | Indonesien Komang Ayu Cahya Dewi Febriana Dwipuji Kusuma Lanny Tria Mayasari Amallia Cahaya Pratiwi Meilysa Trias Puspita Sari Rachel Allessya Rose Ribka Sugiarto Putri Kusuma Wardani Ester Nurumi Tri Wardoyo Stephanie Widjaja |
| Damenteam  | Japan Rin Iwanaga Nami Matsuyama Rena Miyaura Tomoka Miyazaki Kie Nakanishi Natsuki Nidaira Aya Ohori Nozomi Okuhara Ayako Sakuramoto Chiharu Shida         | | |

## Herrenteam

### Setzliste
- 1.  Volksrepublik China
  2.  Indonesien
  3.  Japan
  4.  Malaysia

### Auslosung
| Gruppe A                            | Gruppe B                                     | Gruppe C                        | Gruppe D                                                       |
| ----------------------------------- | -------------------------------------------- | ------------------------------- | -------------------------------------------------------------- |
| Volksrepublik China Indien Hongkong | Malaysia Chinesisch Taipeh Kasachstan Brunei | Japan Thailand Singapur Myanmar | Indonesien Südkorea Vereinigte Arabische Emirate Saudi-Arabien |

### Gruppenphase

#### Gruppe A
| Platz | Team                | Pld | W | L | MF | MA | MD | GF | GA | GD  | PF  | PA  | PD   | Pts | Qualifikation |
| ----- | ------------------- | --- | - | - | -- | -- | -- | -- | -- | --- | --- | --- | ---- | --- | ------------- |
| 1     | Volksrepublik China | 2   | 2 | 0 | 8  | 2  | +6 | 17 | 6  | +11 | 453 | 356 | +97  | 2   |               |
| 2     | Indien              | 2   | 1 | 1 | 6  | 4  | +2 | 13 | 9  | +4  | 398 | 373 | +25  | 1   |               |
| 3     | Hongkong            | 2   | 0 | 2 | 1  | 9  | −8 | 3  | 18 | −15 | 301 | 423 | −122 | 0   |               |

#### Gruppe B
| Platz | Team              | Pld | W | L | MF | MA | MD  | GF | GA | GD  | PF  | PA  | PD   | Pts | Qualifikation |
| ----- | ----------------- | --- | - | - | -- | -- | --- | -- | -- | --- | --- | --- | ---- | --- | ------------- |
| 1     | Malaysia          | 3   | 3 | 0 | 13 | 2  | +11 | 26 | 4  | +22 | 614 | 341 | +273 | 3   |               |
| 2     | Chinesisch Taipeh | 3   | 2 | 1 | 12 | 3  | +9  | 24 | 6  | +18 | 604 | 365 | +239 | 2   |               |
| 3     | Kasachstan        | 3   | 1 | 2 | 4  | 11 | −7  | 8  | 22 | −14 | 393 | 564 | −171 | 1   |               |
| 4     | Brunei            | 3   | 0 | 3 | 1  | 14 | −13 | 2  | 28 | −26 | 290 | 631 | −341 | 0   |               |

#### Gruppe C
| Platz | Team     | Pld | W | L | MF | MA | MD  | GF | GA | GD  | PF  | PA  | PD   | Pts | Qualifikation |
| ----- | -------- | --- | - | - | -- | -- | --- | -- | -- | --- | --- | --- | ---- | --- | ------------- |
| 1     | Japan    | 3   | 3 | 0 | 14 | 1  | +13 | 28 | 2  | +26 | 620 | 357 | +263 | 3   |               |
| 2     | Singapur | 3   | 2 | 1 | 8  | 7  | +1  | 16 | 15 | +1  | 566 | 536 | +30  | 2   |               |
| 3     | Thailand | 3   | 1 | 2 | 7  | 8  | −1  | 14 | 16 | −2  | 538 | 535 | +3   | 1   |               |
| 4     | Myanmar  | 3   | 0 | 3 | 1  | 14 | −13 | 3  | 28 | −25 | 335 | 631 | −296 | 0   |               |

#### Gruppe D
| Platz | Team                         | Pld | W | L | MF | MA | MD  | GF | GA | GD  | PF  | PA  | PD   | Pts | Qualifikation |
| ----- | ---------------------------- | --- | - | - | -- | -- | --- | -- | -- | --- | --- | --- | ---- | --- | ------------- |
| 1     | Südkorea                     | 3   | 3 | 0 | 13 | 2  | +11 | 27 | 6  | +21 | 681 | 404 | +277 | 3   |               |
| 2     | Indonesien                   | 3   | 2 | 1 | 12 | 3  | +9  | 26 | 8  | +18 | 684 | 438 | +246 | 2   |               |
| 3     | Vereinigte Arabische Emirate | 3   | 1 | 2 | 5  | 10 | −5  | 11 | 20 | −9  | 427 | 524 | −97  | 1   |               |
| 4     | Saudi-Arabien                | 3   | 0 | 3 | 0  | 15 | −15 | 0  | 30 | −30 | 204 | 630 | −426 | 0   |               |

### Endrunde
|  | Viertelfinale       | Viertelfinale     |  |  | Halbfinale          | Halbfinale        |   |  | Finale | Finale |
|  |                     |                   |  |  |                     |                   |   |  |        |        |
|  | 16. Februar 16:00   |                   |  |  |                     |                   |   |  |        |        |
|  | Volksrepublik China | 3                 |  |  | 17. Februar 16:00   | 17. Februar 16:00 |   |  |        |        |
|  | Indonesien          | 2                 |  |  | Volksrepublik China | 3                 |   |  |        |        |
|  | 16. Februar 16:00   | 16. Februar 16:00 |  |  | Südkorea            | 2                 |   |  |        |        |
|  | Südkorea            | 3                 |  |  | 18. Februar 16:00   | 18. Februar 16:00 |   |  |        |        |
|  | Chinesisch Taipeh   | 2                 |  |  | Volksrepublik China | 3                 |   |  |        |        |
|  | 16. Februar 16:00   | 16. Februar 16:00 |  |  |                     | Malaysia          | 0 |  |        |        |
|  | Singapur            | 1                 |  |  | 17. Februar 16:00   | 17. Februar 16:00 |   |  |        |        |
|  | Malaysia            | 3                 |  |  | Malaysia            | 3                 |   |  |        |        |
|  | 16. Februar 16:00   | 16. Februar 16:00 |  |  | Japan               | 1                 |   |  |        |        |
|  | Indien              | 2                 |  |  |                     |                   |   |  |        |        |
|  | Japan               | 3                 |  |  |                     |                   |   |  |        |        |

### Endstand
| Pos | Team                         | Pld | W | L | Pts | MD  | GD  | PD   | Ergebnis |
| --- | ---------------------------- | --- | - | - | --- | --- | --- | ---- | -------- |
| 1.  | Volksrepublik China          | 5   | 5 | 0 | 10  | +11 | +20 | +169 | Champion |
| 2.  | Malaysia                     | 6   | 5 | 1 | 10  | +12 | +24 | +325 | Finalist |
|     |                              |     |   |   |     |     |     |      |          |
| 3.  | Japan                        | 5   | 4 | 1 | 8   | +12 | +23 | +259 |          |
| 3.  | Südkorea                     | 5   | 4 | 1 | 8   | +11 | +23 | +272 |          |
|     |                              |     |   |   |     |     |     |      |          |
| 5   | Indonesien                   | 4   | 2 | 2 | 4   | +8  | +16 | +214 |          |
| 6   | Chinesisch Taipeh            | 4   | 2 | 2 | 4   | +8  | +14 | +230 |          |
| 7   | Singapur                     | 4   | 2 | 2 | 4   | −1  | −2  | −31  |          |
| 8   | Indien                       | 3   | 1 | 2 | 2   | +1  | +3  | +12  |          |
|     |                              |     |   |   |     |     |     |      |          |
| 9   | Thailand                     | 3   | 1 | 2 | 2   | −1  | −2  | +3   |          |
| 10  | Vereinigte Arabische Emirate | 3   | 1 | 2 | 2   | −5  | −9  | −97  |          |
| 11  | Kasachstan                   | 3   | 1 | 2 | 2   | −7  | −14 | −171 |          |
| 12  | Hongkong                     | 2   | 0 | 2 | 0   | −8  | −15 | −122 |          |
| 13  | Myanmar                      | 3   | 0 | 3 | 0   | −13 | −25 | −296 |          |
| 14  | Brunei                       | 3   | 0 | 3 | 0   | −13 | −26 | −341 |          |
| 15  | Saudi-Arabien                | 3   | 0 | 3 | 0   | −15 | −30 | −426 |          |

## Damenteam

### Setzliste
- 1.  Volksrepublik China
  2.  Japan
  3.  Thailand
  4.  Indonesien

### Auslosung
| Gruppe W                   | Gruppe X                       | Gruppe Y                                       | Gruppe Z                         |
| -------------------------- | ------------------------------ | ---------------------------------------------- | -------------------------------- |
| Volksrepublik China Indien | Indonesien Hongkong Kasachstan | Thailand Malaysia Vereinigte Arabische Emirate | Japan Chinesisch Taipeh Singapur |

### Gruppenphase

#### Gruppe W
| Platz | Team                | Pld | W | L | MF | MA | MD | GF | GA | GD | PF  | PA  | PD  | Pts | Qualifikation |
| ----- | ------------------- | --- | - | - | -- | -- | -- | -- | -- | -- | --- | --- | --- | --- | ------------- |
| 1     | Indien              | 1   | 1 | 0 | 3  | 2  | +1 | 6  | 6  | 0  | 214 | 231 | −17 | 1   |               |
| 2     | Volksrepublik China | 1   | 0 | 1 | 2  | 3  | −1 | 6  | 6  | 0  | 231 | 214 | +17 | 0   |               |

#### Gruppe X
| Platz | Team       | Pld | W | L | MF | MA | MD  | GF | GA | GD  | PF  | PA  | PD   | Pts | Qualifikation |
| ----- | ---------- | --- | - | - | -- | -- | --- | -- | -- | --- | --- | --- | ---- | --- | ------------- |
| 1     | Indonesien | 2   | 2 | 0 | 10 | 0  | +10 | 20 | 2  | +18 | 459 | 249 | +210 | 2   |               |
| 2     | Hongkong   | 2   | 1 | 1 | 5  | 5  | 0   | 12 | 10 | +2  | 398 | 340 | +58  | 1   |               |
| 3     | Kasachstan | 2   | 0 | 2 | 0  | 10 | −10 | 0  | 20 | −20 | 152 | 420 | −268 | 0   |               |

#### Gruppe Y
| Platz | Team                         | Pld | W | L | MF | MA | MD  | GF | GA | GD  | PF  | PA  | PD   | Pts | Qualifikation |
| ----- | ---------------------------- | --- | - | - | -- | -- | --- | -- | -- | --- | --- | --- | ---- | --- | ------------- |
| 1     | Thailand                     | 2   | 2 | 0 | 9  | 1  | +8  | 19 | 3  | +16 | 459 | 286 | +173 | 2   |               |
| 2     | Malaysia                     | 2   | 1 | 1 | 6  | 4  | +2  | 13 | 9  | +4  | 430 | 339 | +91  | 1   |               |
| 3     | Vereinigte Arabische Emirate | 2   | 0 | 2 | 0  | 10 | −10 | 0  | 20 | −20 | 156 | 420 | −264 | 0   |               |

#### Gruppe Z
| Platz | Team              | Pld | W | L | MF | MA | MD  | GF | GA | GD  | PF  | PA  | PD   | Pts | Qualifikation |
| ----- | ----------------- | --- | - | - | -- | -- | --- | -- | -- | --- | --- | --- | ---- | --- | ------------- |
| 1     | Japan             | 2   | 2 | 0 | 10 | 0  | +10 | 20 | 1  | +19 | 442 | 271 | +171 | 2   |               |
| 2     | Chinesisch Taipeh | 2   | 1 | 1 | 5  | 5  | 0   | 11 | 12 | −1  | 419 | 393 | +26  | 1   |               |
| 3     | Singapur          | 2   | 0 | 2 | 0  | 10 | −10 | 2  | 20 | −18 | 261 | 458 | −197 | 0   |               |

### Endrunde
|  | Viertelfinale       | Viertelfinale     |  |  | Halbfinale        | Halbfinale        |   |  | Finale | Finale |
|  |                     |                   |  |  |                   |                   |   |  |        |        |
|  | 16. Februar 10:00   |                   |  |  |                   |                   |   |  |        |        |
|  | Japan               | 3                 |  |  | 17. Februar 10:00 | 17. Februar 10:00 |   |  |        |        |
|  | Volksrepublik China | 2                 |  |  | Japan             | 2                 |   |  |        |        |
|  | 16. Februar 10:00   | 16. Februar 10:00 |  |  | Indien            | 3                 |   |  |        |        |
|  | Indien              | 3                 |  |  | 18. Februar 10:00 | 18. Februar 10:00 |   |  |        |        |
|  | Hongkong            | 0                 |  |  | Indien            | 3                 |   |  |        |        |
|  | 16. Februar 10:00   | 16. Februar 10:00 |  |  |                   | Thailand          | 2 |  |        |        |
|  | Malaysia            | 0                 |  |  | 17. Februar 10:00 | 17. Februar 10:00 |   |  |        |        |
|  | Indonesien          | 3                 |  |  | Indonesien        | 1                 |   |  |        |        |
|  | 16. Februar 10:00   | 16. Februar 10:00 |  |  | Thailand          | 3                 |   |  |        |        |
|  | Chinesisch Taipeh   | 1                 |  |  |                   |                   |   |  |        |        |
|  | Thailand            | 3                 |  |  |                   |                   |   |  |        |        |

### Endstand
| Pos | Team                         | Pld | W | L | Pts | MD  | GD  | PD   | Ergebnis  |
| --- | ---------------------------- | --- | - | - | --- | --- | --- | ---- | --------- |
| 1.  | Indien                       | 4   | 4 | 0 | 8   | +6  | +7  | +36  | Champions |
| 2.  | Thailand                     | 5   | 4 | 1 | 8   | +11 | +21 | +211 | Finalist  |
|     |                              |     |   |   |     |     |     |      |           |
| 3.  | Indonesien                   | 4   | 3 | 1 | 6   | +11 | +17 | +221 |           |
| 3.  | Japan                        | 4   | 3 | 1 | 6   | +10 | +20 | +178 |           |
|     |                              |     |   |   |     |     |     |      |           |
| 5   | Malaysia                     | 3   | 1 | 2 | 2   | −1  | +1  | +63  |           |
| 6   | Chinesisch Taipeh            | 3   | 1 | 2 | 2   | −2  | −3  | 0    |           |
| 7   | Hongkong                     | 3   | 1 | 2 | 2   | −3  | −3  | +5   |           |
| 8   | Volksrepublik China          | 2   | 0 | 2 | 0   | −2  | −2  | +15  |           |
|     |                              |     |   |   |     |     |     |      |           |
| 9   | Singapur                     | 2   | 0 | 2 | 0   | −10 | −18 | −197 |           |
| 10  | Vereinigte Arabische Emirate | 2   | 0 | 2 | 0   | −10 | −20 | −264 |           |
| 11  | Kasachstan                   | 2   | 0 | 2 | 0   | −10 | −20 | −268 |           |